# Isabella von Neuenburg

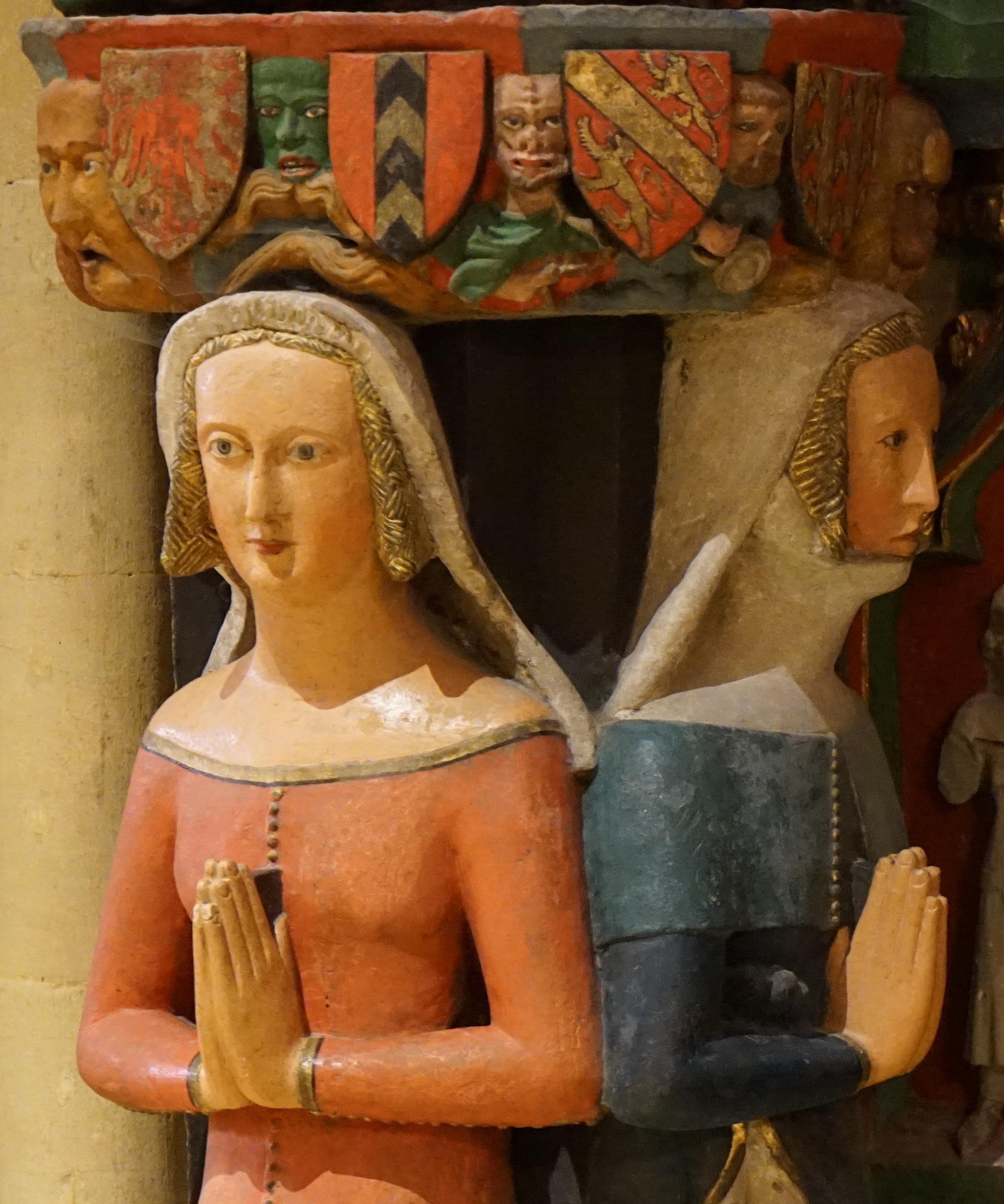
Isabella und Varenne von Neuenburg (rechts)

Isabella von Neuenburg (französisch Isabelle de Neuchâtel; * um 1335; † 25. Dezember 1395) war Gräfin und Herrin von Neuenburg.

## Familie
Isabellas Eltern waren Ludwig von Neuenburg und Jeanne de Montfaucon († 1336). Im Jahr 1339 wurde sie mit Rudolf IV. von Nidau verheiratet. Sie hatte eine Halbschwester Varenne (auch Verena) und zwei unebenbürtige, unehelich geborene Halbbrüder Johann und Vauthier. Ihre Stiefmütter waren Katharina von Neuenburg-Blamont († vor 1368) und Marguerite de Duin, eine Tochter des Herrn von Vufflens.

## Wirken

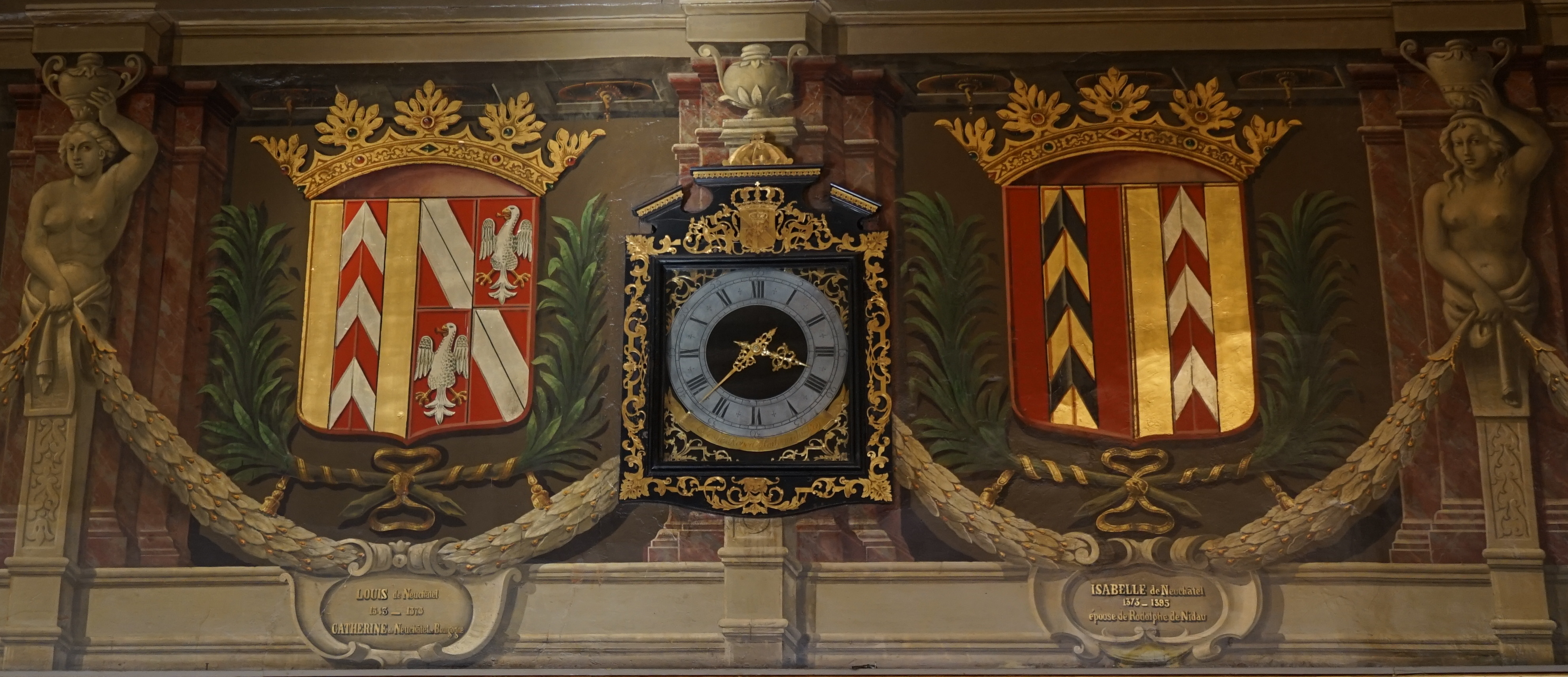
Wappen Isabellas und ihres Vaters (links)

Isabellas Vater hatte seine beiden Töchter als Erbinnen der Grafschaft Neuenburg eingesetzt, da er keine legitimen männlichen Nachkommen hinterliess. Nach seinem Tod im Juni 1373 wurde Isabella, zum Nachteil ihrer Schwester, Gräfin von Neuenburg. Ihren unebenbürtigen Halbbrüdern entzog sie die Lehensherrschaften Rochefort und Les Verrières. Das an Johann II. von Aarberg-Valangin verliehene Hochgericht über das Val-de-Ruz sowie das Dorf Boudevilliers erlangte sie zurück. Da Marguerite de Vufflens die 1343 erteilten Stadtrechte der Bürger von Boudry missachtet hatte, stellte sie sich gegen die Witwe ihres Vaters und forderte deren Erbteil ein.
Nach dem Tod ihres Mannes im Guglerkrieg nahm Isabella von Neuenburg 1375 die Stadt Erlach ein. Graf Amadeus VI. von Savoyen intervenierte und forderte die Anerkennung seiner Hoheitsrechte ein. Mit der zusätzlichen Unterstützung der Bürger durch Bern, konnte sich Erlach dem neuenburgischen Einfluss entziehen.
Isabella von Neuenburg gelang die Sicherung und der Zusammenhalt des späteren neuenburgischen Territoriums. Als einzige Ausnahme vergab sie die Herrschaft Vaumarcus als Lehen an Girard, den unehelichen Sohn ihres Halbbruders Johann († 1369), der dort den neuen Zweig Neuenburg-Vaumarcus begründete. Die kinderlose Gräfin bereitete den Sohn ihrer Schwester, Konrad von Freiburg, auf die Erbfolge vor.
Isabella von Neuenburg starb am 25. Dezember 1395 und wurde im Grab der Neuenburger in der Stiftskirche beigesetzt. Mit ihr endete die 360-jährige Herrschaft der Neuenburger in direkter Linie. Die Grafschaft fiel bis 1457 an die Grafen von Freiburg.

## Belege
1. 1 2 3 4  Lionel Bartolini: Isabella von Neuenburg. In: Historisches Lexikon der Schweiz.  4. November 2010.
2. ↑  Germain Hausmann: Ludwig von Neuenburg. In: Historisches Lexikon der Schweiz.  4. Dezember 2014.

| Vorgänger            | Amt                            | Nachfolger                        |
| -------------------- | ------------------------------ | --------------------------------- |
| Ludwig von Neuenburg | Gräfin von Neuenburg 1373–1395 | Konrad von Neuenburg und Freiburg |

| Personendaten    | Personendaten                                                               |
| ---------------- | --------------------------------------------------------------------------- |
| NAME             | Isabella                                                                    |
| ALTERNATIVNAMEN  | Isabella von Neuenburg; Isabella von Neuenburg-Nidau; Isabelle de Neuchâtel |
| KURZBESCHREIBUNG | Gräfin von Neuenburg                                                        |
| GEBURTSDATUM     | um 1335                                                                     |
| STERBEDATUM      | 25. Dezember 1395                                                           |